# Komornik (otok)
Komornik je nenaseljeni otočić u hrvatskom dijelu Jadranskog mora.
Njegova površina iznosi 0,152 km². Dužina obalne crte iznosi 1,59 km.